# Krampus (filme)
Krampus (Brasil: Krampus: O Terror do Natal / Portugal: Krampus: O Lado Negro do Natal) é um filme de comédia de horror natalino baseado na criatura mística de mesmo nome do folclore germânico, dirigido por Michael Dougherty e escrito por Dougherty, Todd Casey e Zach Shields.
O filme contou com Adam Scott, Toni Collette, David Koechner, Allison Tolman, Conchata Ferrell, Emjay Anthony, Stefania LaVie Owen e Krista Stadler no elenco, lançado em 30 de novembro de 2015, pela Universal Pictures.

## Enredo
Em 22 de dezembro, uma família suburbana se reúne para comemorar os feriados— Tom (Adam Scott) e Sarah (Toni Collette), seus filhos Beth (Stefania LaVie Owen) e Max (Emjay Anthony); Linda (Allison Tolman), irmã de Sarah; Howard (David Koechner), marido de Linda; seus filhos Stevie (Lolo Owen), Jordan (Queenie Samuel), Howie Jr. (Maverick Flack), e sua filha recém nascida; Dorothy (Conchata Ferrell), tia de Sarah e Linda; e "Omi" (Krista Stadler), mãe de Tom.
Max quer continuar com as tradições natalinas da família, mas as tensões entre os vários membros da família atrapalha suas pretensões e a família perdem o espírito do Natal, especialmente Max, que rasga sua carta para Papai Noel e joga ao vento. Pouco tempo depois, uma severa tempestade de neve corta o fornecimento de energia da cidade. Beth, preocupada com seu namorado, decide ir visitá-lo na tempestade. Chegando em sua casa, ela vê um ser estranho que, então, persegue-a. Ela se esconde debaixo de um caminhão de entrega parado, onde ela é atacada por um monstro invisível.
Após um período, Tom e Howard saem à procura de Beth, indo para a casa de seu namorado e acaba encontrando-a em devastação, com a chaminé partida e grandes pegadas de cascos de cabra no chão. Eles também são atacados por uma criatura escondida em baixo da neve. Temendo aquilo que eles desconhecem, a família se tranca na casa bloqueando as portas e as janelas, prometendo a Sarah que irão procurar por Beth durante a manhã. Howard promete cuidar da vigia durante a noite, mas ele adormece, o fogo da lareira apaga, e Howie Jr. é puxado para fora por um gancho.
Omi revela à família o que está acontecendo; eles estão sendo atormentado por Krampus, um antigo espírito demoníaco que pune aqueles que são maus no Natal, se referindo a ele como a "sombra de São Nicolau". Omi admite que quando era jovem, a pobreza de sua família a levou a perder o amor dos feriados, que convocou Krampus e resultou em seus pais e a cidade sendo arrastados para o inferno. Apenas ela havia sido poupada pelo demônio, que deixou para trás uma bugiganga com seu nome inscrito e a sua vida como um lembrete do que acontece quando a pessoa perde o seu espírito de Natal.
No sótão, um grupo misterioso de presentes que já havia sido entregue de repente, começa a tremer. A família corre para o sótão e testemunham "der Klown", um monstro demoníaco de jack-in-the-box, devorando Jordan. Os outros são atacados por um grupo de brinquedos monstruosos e três homens de pão de gengibre: Lumpy, Dumpy e Clumpy, mas eles conseguem escapar. Eles são em breve novamente atacado por elfos maus de Krampus, que raptam Dorothy, Howard, e o bebê antes de sair. A família remanescente decide deslizar por um arado de neve na rua. Omi fica para trás para enfrentar Krampus, dando tempo para os outros. Krampus abre seu saco de brinquedos e ela é atacada. Tom, Sarah e Linda são aparentemente comidos pela criatura de neve e os elfos levam Stevie, deixando apenas Max. Krampus, em seguida, aparece diante de Max e lhe dá uma bugiganga com o seu nome, envolto em um pedaço de sua carta desfiado para o Papai Noel.
Max confronta Krampus e argumenta para que ele devolva a sua família e levá-lo no lugar. Krampus parece considerar o seu pedido, então ele segura Max sobre o poço do submundo, em que ele havia jogado Stevie. Max se desculpa com o demônio por perder o seu espírito de Natal, mas Krampus joga Max no poço.
Max de repente acorda em sua cama na manhã de Natal. Ele olha pela janela e vê que o bairro voltou ao normal, e encontra sua família no andar de baixo abrindo os presentes. Acreditando que toda a experiência tinha sido apenas um sonho, ele abre um presente e descobre a bugiganga Krampus. A família fica em silêncio, a memória do que tinha acontecido, de repente volta. A câmera se afasta e revela que sua casa está sendo vigiado por Krampus através do globo de neve em uma prateleira em seu covil, juntamente com muitos outros.

## Elenco
- Adam Scott[4] como Tom Engel
- Toni Collette[4] como Sarah Engel
- Emjay Anthony[4] como Max Engel
- David Koechner[4] como Howard
- Allison Tolman[5] como Linda
- Conchata Ferrell como Tia Dorothy
- Stefania LaVie Owen[6] como Beth Engel
- Krista Stadler como Omi
- Lolo Owen como Stevie
- Queenie Samuel como Jordan
- Maverick Flack como Howie Jr.
- Mark Atkin como Ketkrókur
- Sage Hunefeld como Baby Chrissy
- Leith Towers como Derek
- Curtis Vowell como DHL Man
- Luke Hawker como Krampus
- Brett Beattie como Der Klown

### Vozes
- Gideon Emery como Krampus
- Seth Green como Pão de gengibre Man Lumpy[7]
- Breehn Burns como Pão de gengibre Man Dumpy[7]
- Justin Roiland como Pão de gengibre Man Clumpy[7]

## Produção
O filme é escrito e dirigido por Michael Dougherty, conhecido pelo filme de terro de 2007 intitulado Trick 'r Treat. Ele é co-escrito por Todd Casey e Zach Shields, e produzido por Thomas Tull, Jon Jashni, e Alex Garcia da Legendary Pictures. Em 21 de Novembro de 2014, Allison Tolman e Emjay Anthony se juntaram ao elenco. Adam Scott, David Koechner e Toni Collette se juntaram ao elenco em 3 de março de 2015. As filmagens começaram no dia 12 de março de 2015. Os efeitos das criaturas foram feitas pela Weta Workshop.

## Outras mídias
Um romance gráfico original intitulado Krampus: Shadow of Saint Nicholas  foi lançado em 25 de Novembro de 2015, pela Legendary Entertainment. A história em quadrinhos foi escrita por Brandon Seifert e apresenta histórias do escritor e diretor Michael Dougherty e Zach Shields e Todd Casey (co-autores do filme). A arte é fornecida por Fiona Staples, Michael Montenat, Stuart Sayger, Maan House e Christian DiBari.
Weta Workshop lançou uma série de colecionáveis através de sua loja on-line, incluindo: estátuas do Krampus, do querubim e dos elfos, uma reprodução em tamanho real do sino do Krampus e pinos colecionáveis. A Trick or Treat Studios lançou três máscaras de Halloween diretamente usadas pelo filme. As máscaras incluem Krampus e dois elfos, Window Pepper and Sheep Cote Clod.

## Recepção

### Bilheteria
A partir de 21 de janeiro de 2016, Krampus arrecadou $42,7 milhões na América do Norte e $18,8 milhões em outros territórios, resultando um total de $61,5 milhões, contra um orçamento de $15 milhões.
Nos Estados Unidos e Canadá, Krampus ganhou $637.000 em suas apresentações noturnas de quinta-feira, que começou às 19:00, e liderou as bilheterias no dia da abertura com $6 milhões. Ele subiu 9,9% de sexta-feira para sábado, uma ocorrência rara para um filme de terror. Ela passou a ganhar $16,3 milhões com sua semana de estreia em 2.902 cinemas, o que foi acima das expectativas e terminou em segundo lugar nas bilheterias, à frente de The Good Dinosaur, mas trás de The Hunger Games: Mockingjay - Part 2 ($ 18,6 milhões), que estava em seu terceiro fim de semana.

### Críticas
Krampus teve uma recebição mista por parte da crítica especializada. No Rotten Tomatoes, o filme tem uma avaliação de 65%, baseado em 96 avaliações, com uma classificação média de 5,9 de 10. O consenso crítico do site mostra: "Krampus é uma boa diversão sangrenta para os fãs de horror não-tradicionais em férias, com uma predileção por clássicos de Filme B de Joe Dante, mesmo que ele não tenha uma mordida selvagem que seu conceito exige".
No Metacritic, o filme tem uma pontuação de 49 de 100, baseada em 21 críticos, incluindo a "média dos comentários". Audiências ouvidas pelo CinemaScore deram ao filme uma nota média de "B-" em uma escala de A+ à F.